# Kumagaya
Kumagaya (熊谷市 Kumagaya-shi?) es una ciudad de la prefectura de Saitama, Japón. Se localiza en las riberas de los ríos Arakawa y Tone. Su área es de 159,88 km² y su población estimada es de 199 773 (2014).
Kumagaya es de las ciudades más grandes, y es el centro administrativo, comercial y de negocios en el norte de la prefectura. Ocho carreteras nacionales y tres líneas de ferrocarril dan servicio a la ciudad. Mientras que muchas personas viajan hacia el sur de Tokio, su población durante el día es más grande que la de la noche gracias a los viajeros de los pueblos circundantes.

## Historia
La ciudad fue nombrada en el siglo XII por un guerrero de la región. El kanji "Kuma" (熊) significa "oso", y "Gaya" (谷) significa "valle". Durante el Periodo Edo, la zona era una ciudad postal en la ruta Nakasendō y el mercado de la seda. Fue designada como ciudad el 1 de abril de 1933.
Kumagaya lleva el dudoso honor de ser el último objetivo del bombardeo aéreo estadounidense en Japón, por lo que representa el episodio final de la Segunda Guerra Mundial, el 15 de agosto de 1945, coincidiendo con el anuncio del emperador Hirohito de la entrega del país.
El 1 de octubre de 2005, Kumagaya absorbe los pueblos de Osato y Menuma para crear la nueva y ampliada ciudad de Kumagaya.
El 13 de febrero de 2007, Kumagaya absorbe la localidad de Konan para convertirse en la primera ciudad que tiene una población de más de 200 000 habitantes en el norte de la prefectura de Saitama. Con estas fusiones, la ciudad cumplió con los requisitos para convertirse en una ciudad especial.

## Clima
Kumagaya tiene un clima subtropical húmedo y es conocida por ser una de las áreas más calientes de verano en el país. Esto es causado por vientos muy calientes de Tokio y cuenca Chichibu en el oeste de la prefectura. En el centro de Tokio, el monzón de verano aumenta por la brisa del mar y por la isla de calor (artificial). Además, desde las montañas Chichibu, los foehn soplan y convergen en la ciudad alrededor de las 14:00.
Hubo una gran tormenta de granizo el 29 de junio de 1917 a las 17:00 , las piedras tenían un diámetro de 9 cm y peso de 1,4 kg .
El 16 de agosto de 2007, la ciudad registró la temperatura de 40,9 ˚C, rompiendo el récord de 74 años de más alta registrada en toda Japón (Tajimi (多治見市) en la Prefectura de Gifu también tenía el mismo registro). Existe una frase referente al clima en la ciudad "Muy caliente! Kumagaya" (あつい ぞ! 熊 谷).
La ciudad tiene una observatorio-sede de la Agencia Meteorológica de Japón. La temperatura más baja registrada en Kumagaya fue de -32,9 ˚C el 14 de enero de 1971, y la temperatura más alta registrada fue de 41,1 ˚C el 23 de julio de 2018, también es la temperatura más alta jamás registrada en Japón.
| Parámetros climáticos promedio de Kumagaya (1991–2020) | Parámetros climáticos promedio de Kumagaya (1991–2020) | Parámetros climáticos promedio de Kumagaya (1991–2020) | Parámetros climáticos promedio de Kumagaya (1991–2020) | Parámetros climáticos promedio de Kumagaya (1991–2020) | Parámetros climáticos promedio de Kumagaya (1991–2020) | Parámetros climáticos promedio de Kumagaya (1991–2020) | Parámetros climáticos promedio de Kumagaya (1991–2020) | Parámetros climáticos promedio de Kumagaya (1991–2020) | Parámetros climáticos promedio de Kumagaya (1991–2020) | Parámetros climáticos promedio de Kumagaya (1991–2020) | Parámetros climáticos promedio de Kumagaya (1991–2020) | Parámetros climáticos promedio de Kumagaya (1991–2020) | Parámetros climáticos promedio de Kumagaya (1991–2020) |
| Mes                                                    | Ene.                                                   | Feb.                                                   | Mar.                                                   | Abr.                                                   | May.                                                   | Jun.                                                   | Jul.                                                   | Ago.                                                   | Sep.                                                   | Oct.                                                   | Nov.                                                   | Dic.                                                   | Anual                                                  |
| ------------------------------------------------------ | ------------------------------------------------------ | ------------------------------------------------------ | ------------------------------------------------------ | ------------------------------------------------------ | ------------------------------------------------------ | ------------------------------------------------------ | ------------------------------------------------------ | ------------------------------------------------------ | ------------------------------------------------------ | ------------------------------------------------------ | ------------------------------------------------------ | ------------------------------------------------------ | ------------------------------------------------------ |
| Temp. máx. abs. (°C)                                   | 23.0                                                   | 27.0                                                   | 26.9                                                   | 32.7                                                   | 36.2                                                   | 39.8                                                   | 41.1                                                   | 40.9                                                   | 39.7                                                   | 33.8                                                   | 27.6                                                   | 26.3                                                   | 41.1                                                   |
| Temp. máx. media (°C)                                  | 9.8                                                    | 10.8                                                   | 14.3                                                   | 19.9                                                   | 24.6                                                   | 27.1                                                   | 30.9                                                   | 32.3                                                   | 27.9                                                   | 22.1                                                   | 16.8                                                   | 12.0                                                   | 20.7                                                   |
| Temp. media (°C)                                       | 4.3                                                    | 5.1                                                    | 8.6                                                    | 13.9                                                   | 18.8                                                   | 22.3                                                   | 26.0                                                   | 27.1                                                   | 23.3                                                   | 17.6                                                   | 11.7                                                   | 6.5                                                    | 15.4                                                   |
| Temp. mín. media (°C)                                  | -0.4                                                   | 0.3                                                    | 3.6                                                    | 8.6                                                    | 13.9                                                   | 18.3                                                   | 22.3                                                   | 23.3                                                   | 19.7                                                   | 13.7                                                   | 7.2                                                    | 1.8                                                    | 11                                                     |
| Temp. mín. abs. (°C)                                   | -32.9                                                  | -21.6                                                  | -12.7                                                  | -4.5                                                   | 0.3                                                    | 7.8                                                    | 11.8                                                   | 13.0                                                   | 8.4                                                    | 0.5                                                    | -9.9                                                   | -26.1                                                  | -32.9                                                  |
| Precipitación total (mm)                               | 36.5                                                   | 32.3                                                   | 69.0                                                   | 90.7                                                   | 115.1                                                  | 149.5                                                  | 169.8                                                  | 183.3                                                  | 198.2                                                  | 177.1                                                  | 53.5                                                   | 30.9                                                   | 1305.9                                                 |
| Nevadas (cm)                                           | 7                                                      | 7                                                      | 1                                                      | 0                                                      | 0                                                      | 0                                                      | 0                                                      | 0                                                      | 0                                                      | 0                                                      | 0                                                      | 1                                                      | 16                                                     |
| Días de lluvias (≥ 1 mm)                               | 3.1                                                    | 3.8                                                    | 7.6                                                    | 8.4                                                    | 9.6                                                    | 11.7                                                   | 12.1                                                   | 9.9                                                    | 11.4                                                   | 9.3                                                    | 5.4                                                    | 3.5                                                    | 95.8                                                   |
| Días de nevadas (≥ 1 mm)                               | 1.1                                                    | 1.2                                                    | 0.6                                                    | 0                                                      | 0                                                      | 0                                                      | 0                                                      | 0                                                      | 0                                                      | 0                                                      | 0                                                      | 0.1                                                    | 3                                                      |
| Horas de sol                                           | 217.0                                                  | 199.8                                                  | 203.2                                                  | 197.1                                                  | 192.0                                                  | 133.9                                                  | 146.0                                                  | 169.3                                                  | 131.6                                                  | 144.1                                                  | 171.6                                                  | 200.9                                                  | 2106.5                                                 |
| Humedad relativa (%)                                   | 53                                                     | 52                                                     | 55                                                     | 60                                                     | 64                                                     | 73                                                     | 76                                                     | 74                                                     | 75                                                     | 71                                                     | 65                                                     | 58                                                     | 64.7                                                   |
| Fuente n.º 1: Agencia Meteorológica de Japón           |                                                        |                                                        |                                                        |                                                        |                                                        |                                                        |                                                        |                                                        |                                                        |                                                        |                                                        |                                                        |                                                        |
| Fuente n.º 2: Agencia Meteorológica de Japón           |                                                        |                                                        |                                                        |                                                        |                                                        |                                                        |                                                        |                                                        |                                                        |                                                        |                                                        |                                                        |                                                        |

## Ciudades hermanadas
- Invercargill, Southland, Nueva Zelanda.